# Az Arsenal szurkolói
Az Arsenal szurkolói csoportjai ultrákból álló alakulatok, amelyek az Arsenal FC szurkolóit tömörítik. Két Arsenal-szurkolói csoport létezik, a Gooners (a klub becenevéből, vagyis az  Ágyúsokból ered) és a Herd.
A Gooners egy erőszakos ultracsoport volt, amely főként az 1980-as és 1990-es években volt aktív. A neve ma már az Arsenal-szurkolók összességére értendő.
A Herd főként az 1970-es évek vége és az 1990-es évek eleje között volt aktív, és még mindig létezik. Fő ellenlábasai  az 1980-as években és napjainkban a West Ham ultrák akik között a a Herd főként az ICF-fel tartott fenn rivalizálást, a Tottenham Hotspur Yid Army-ja, a Chelsea Headhunters-e és a Millwall F-Troop-ja (később Millwall Bushwackers néven ismert). Bár a Herdet főként huligánbandának tartották, néhány tagjuk nem volt fizikailag erőszakos. Dainton Connellt (más néven Dainton "A Medve" Cornnell) sok Arsenal-szurkoló népi hősnek tartotta, de 2007-ben egy autóbalesetben meghalt, temetésén 3000 gyászoló vett részt, köztük több volt játékos is. Az 1980-as években Connell nagyon aktív volt az Arsenal FC huligán „csoportjában”, és a ranglétra tetején állt. Ugyanakkor befolyásos szerepet játszott abban, hogy a BNP és más szélsőjobboldali fehér felsőbbrendűséget hirdető – akik akkoriban megpróbáltak beszivárogni az ultra csoportokba – ne tudjanak megvetni lábukat az Arsenalnál.
.A Herd leghírhedtebb összecsapásai közé tartozik a West Ham elleni 1983-ban az Upton parkban, a Millwall szurkolóival a Highburyben 1988-ban, a Boulogne Boysszal Párizsban 1994-ben a Kupagyőztesek Kupája elődöntője előtt, valamint a Galatasaray szurkolóival a koppenhágai Városháza téren 2000-ben.

## Fordítás
Ez a szócikk részben vagy egészben  az   Arsenal firm című angol Wikipédia-szócikk ezen változatának fordításán alapul.  Az eredeti cikk szerkesztőit annak laptörténete sorolja fel. Ez a jelzés csupán a megfogalmazás eredetét és a szerzői jogokat jelzi, nem szolgál a cikkben szereplő információk forrásmegjelöléseként.